# 中野誠也 (俳優)
中野 誠也（なかの せいや、1938年〈昭和13年〉9月16日 - ）は、日本の俳優、演出家。本名は同じ。
千葉県市川市出身。東京都立両国高等学校卒。早稲田大学第一文学部演劇科中退。劇団俳優座に所属。
血液型はA型。

## 来歴
劇団俳優座の第10期生でデビュー。初舞台は『黄色い波』。
1960年代、1970年代に、テレビドラマで二枚目として活躍。「新劇の二枚目俳優」と呼ばれる。主演ドラマは『竜馬がゆく』『次郎長三国志』など。「洋画劇場」や「NHK」の外国ドラマなどで声優も務めた。また、1970年代以降は刑事ドラマや時代劇の常連悪役として活躍している（ただし時代劇でも善人役を演じることがあるなど完全な悪役専門ではない）。
趣味はピアノ、アコーディオン、ハーモニカ。

## 出演

### 映画
- 未来につながる子ら（1962年、共同映画） - 田村先生
- 警視庁物語シリーズ（東映）
  - 警視庁物語 全国縦断捜査（1963年） - 運天
  - 警視庁物語 行方不明（1964年） - 小山技師
- 日本脱出（1964年、松竹）
- 紀ノ川 花の巻 文緒の巻（1966年、松竹） - 真谷政一郎
- 陸軍中野学校 雲一号指令（1966年、大映） - 佐々木
- あの試走車を狙え（1967年、大映） - 田中俊夫
- 若者はゆく 続若者たち（1969年、松竹） - 武
- 告白的女優論（1971年、ATG） - 亘理隼人
- 忍ぶ糸（1973年、東宝） - 三沢潤
- 塩狩峠（1973年、松竹）- 永野信夫
- 人間であるために（1974年、新映画協会） - 松井康浩
- 超高層ホテル殺人事件（1976年、松竹） - 那須警部
- 事件（1978年、松竹） - 野口判事
- 父よ母よ!（1980年、松竹） - P先生
- ザ・ウーマン（1980年、東宝東和） - 有明庵の七之助
- 日本フィルハーモニー物語 炎の第五楽章（1981年、にっかつ） - 野間運営委員長
- 未完の対局（1982年、「未完の対局」製作委員会 / 東宝） - 篠原八段
- 天城越え（1983年、松竹） - 県警広報係長
- 彩り河（1984年、松竹） - 並木誠一郎
- 大奥十八景（1986年、東映） - 堀田備中守正俊
- 次郎物語（1987年、西友 / 学習研究社 / キネマ東京）　※声のみの出演
- ポストマン・ブルース（1997年、F・T・B / Suplex / TX / 日活）
- アカシアの町（2000年、劇団俳優座） - 宅見恭介
- 郡上一揆（2000年、「郡上一揆」製作委員会） - 善左衛門
- 伊能忠敬 子午線の夢（2001年、東映） - 山片蟠桃
- 不撓不屈（2006年、ルートピクチャーズ）
- 沈まぬ太陽（2009年、東宝） - 十時征成 官房長官
- 369のメトシエラ 奇跡の扉（2011年、JungleWalk） - 筒井文夫
- Sun Flower 向日葵（2012年） - 松田剛志
- ムーンライト・シャドウ（2021年、S・D・P・エレファントハウス） - 充 役

### テレビドラマ
- 花王ファミリー劇場 / 純愛シリーズ（1962年、TBS）
  - 第31回「花に寄せて」
  - 第47回「ポプラの木の下」
- 人間の條件（1962年 - 1963年、TBS / 大映テレビ室） - 影山少尉
- 東芝土曜劇場 / われら青春 第35話（1963年、CX）
- 青春の群像（1963年、NTV）
- ダイヤル110番 第319話「殺意の部屋」（1963年、NTV）
- しゃあけえ大ちゃん（1964年 - 1965年、TBS / 国際放映）
- ゴールデン劇場 / 雲こそわが墓標（1964年、12ch）
- 部長刑事 第311話「弔事」（1964年、ABC）
- われ泣きぬれて（1964年 - 1965年、CX） - 石川啄木
- 七人の刑事 第2シリーズ 第14話「刑事の娘」（1964年、TBS）
- ザ・ガードマン（TBS / 大映テレビ室）
  - 第2話「黒い微笑」（1965年） - 川本
  - 第41話「とんでもない季節」（1966年）
- 竜馬がゆく（1965年、MBS / 東伸テレビ映画） - 主演・坂本龍馬
- 木下恵介劇場・木下恵介アワー（TBS / 松竹テレビ室 / 木下恵介プロ）
  - 二人の星（1966年） - 金子茂
  - 記念樹  第21話「かげろうの行方」（1966年） - ユキオ
  - たんとんとん（1971年） - 中西雄一郎
- 青い山脈（1966年、NTV / 松竹テレビ室） - 沼田先生
- 近鉄金曜劇場 / 愛とこころのシリーズ「まないたの音」（1966年、ABC）
- 用心棒シリーズ（NET / 東映）
  - 俺は用心棒 第10話 - 第11話、第14話 - 第15話、第17話 - 第18話、第21話 - 第23話（1967年） - 新太
  - 待っていた用心棒 第1話「剣を抱いた十人の客」（1968年） - 影の浪士
  - 帰って来た用心棒（1968年） - 龍造寺平馬
    - 第9話「無惨の巷」
    - 第11話「弦月の下」
- 泣いてたまるか 第55話「兄と妹」（1967年、TBS / 国際放映） - 直子の見合い相手　※渥美清版
- カツドウ屋一代（1968年、MBS / 人間プロ）
- 次郎長三国志（1968年、NET / 東映） - 主演・清水の次郎長
- 旅がらすくれないお仙 第2話「くれないに燃えたの」（1968年、NET / 東映）
- 大河ドラマ（NHK）
  - 天と地と（1969年） - 佐野宗綱
  - 徳川家康（1983年） - 速水甲斐
    - 第45話「巨城の呼び声」
    - 第49話「落城」

  - 独眼竜政宗  第47話「天下の副将軍」 - 第49話「母恋い」（1987年） - 内藤外記
  - 八代将軍吉宗 第23話「江島生島」（1995年） - 大島伴六
  - 元禄繚乱（1999年） - 堀内源太左衛門
    - 第39話「訣別の朝」 - 第42話「帰らぬ人々」
    - 第46話「討入りの日」
- おんなの劇場 / 霧の旗（1969年、CX） - 杉浦
- ナショナル劇場（TBS）
  - 水戸黄門（C.A.L）
    - 第1部 第16話「命かけるとき -松江-」（1969年11月17日） - 林田新一郎
    - 第3部 第1話～第10話、第12話、第15話、第21話、第23話、第26話、第28話（1971年 - 1972年） - 夜鴉の藤吉　
    - 第6部 第6話「あかね雲 -山鹿-」（1975年5月5日） - 幸吉
    - 第7部 第16話「突っ走れ!!韋駄天野郎 -鶴岡-」（1976年9月6日） - 走り勘三
    - 第11部 第23話「鎌倉彫にかけた意地 -鎌倉-」（1981年1月19日） - 栄次
    - 第12部 第17話「備前緋襷兄弟茶碗 -岡山-」（1981年12月21日） - 政吉
    - 第16部 第22話「欲望渦巻く悪鬼の砦 -糸魚川-」（1986年9月22日） - 文吉
    - 第17部 第11話「命に替えた正義の剣 -膳所-」（1987年11月9日） - 榊真一郎
    - 第20部 第45話「娘馬子仇討ち悲願 -福島-」（1991年9月16日） - 矢島剛輔
    - 第22部 第21話「妻をも騙した武士の真実 -萩-」（1993年10月4日） - 大野主膳
    - 第24部
      - 第2話「狙われた箱根の献上湯 -箱根-」（1995年9月18日） - 黒崎源太夫
      - 第30話「欲望渦巻くお留山 -秋田-」（1996年4月22日） - 沢井玄蕃

    - 第25部 第4話「漉いて好かれた三島暦 -三島-」（1997年1月13日） - 長壁節道
    - 第26部 第11話「拾った赤子が恩返し -霧島-」（1998年4月22日） - 喜左衛門
    - 第27部 第8話「黄門様はニセ黄門!? -横手-」（1999年5月10日） - 黒崎頼母
    - 第28部 第17話「暴れん坊は紀州の若様 -京-」（2000年7月10日） - 宗方主膳
    - 第29部 第3話「光圀を狙え! -潮来-」（2001年4月16日） - 梶原清兵衛
    - 第31部 第1話「水戸黄門 -水戸・江戸-」（2002年10月14日） - 深沢庄右衛門
    - 第34部（2005年）
      - 第4話「お世継ぎの陰謀を暴け -仙台-」 - 伊東孫兵衛
      - 第17話「人間将棋に待ったなし -天童-」 - 秀作

    - 第37部 第4話「頑固一徹職人魂 -松本-」（2007年4月30日） - 友造

  - 水戸黄門外伝 かげろう忍法帖（C.A.L）
    - 第2話「鬼蜘蛛の恐怖」 - 大貫源十郎
    - 第12話「獲物は恐い女たち」 - 江尻庚四郎

  - 大岡越前（C.A.L）
    - 第3部 第14話「忠相旅日記」（1972年） - 孫六
    - 第6部 第2話「辻斬り三葉葵」（1982年） - 片山小助
    - 第13部 - 永松左兵衛
      - 第1話「大岡越前」（1992年11月16日）
      - 第2話「世継ぎを狙う卍の謎」（1992年11月23日）
      - 第7話「祖父の秘密は大泥棒」（1992年）
      - 第13話「母は凶賊さみだれお仙」（1993年）
      - 第26話「江戸を守った大岡裁き」（1993年）
- 天を斬る 第16話「氷雨の宿」（1970年、NET / 東映） - 吉村啓三郎
- 燃えよ剣 第2話 - 第10話、第12話 - 第21話（1970年、NET / 東映） - 山崎烝
- 銭形平次（CX / 東映） ※大川橋蔵版
  - 第206話「心中屍体始末」（1970年） - 源太
  - 第299話「一度死んだ女」（1972年） - 文吉
  - 第663話「誰がための十手」（1979年） - 服部軍十郎
- 白雪劇場 / 新吾十番勝負 第5話「短い祭礼」（1970年、KTV） - 佐吉 ※松方弘樹版
- 遠山の金さんシリーズ（NET→ANB / 東映）
  - 遠山の金さん捕物帳（NET / 東映）　※中村梅之助版
    - 第34話「桜吹雪の散る男」（1971年） - 荒木田兵馬
    - 第103話「噂を売る男」（1972年）

  - 遠山の金さん 第2シリーズ 第29話「若君誘拐」（1979年、NET / 東映） - 弥助　※杉良太郎版
  - 名奉行 遠山の金さん（ANB / 東映）　※松方弘樹版
    - 第1シリーズ 第3話「引裂かれた妻の夢」（1988年） - 須貝源左衛門
    - 第3シリーズ 第27話「闇の上納金!遠山桜最後の勝負」（1991年） - 玉屋市郎兵衛
    - 第4シリーズ 第2話「金さんの隠し子!?」（1991年） - 黒澤左馬之介
    - 第5シリーズ 第18話「外国船に潜入した女」（1993年） - 梶原伊勢守
    - 第7シリーズ 第15話「肝っ玉母さんと邪教の女」（1996年） - 青江軍太夫
- 朝の連続テレビ小説（NHK）
  - 繭子ひとり（1971年  - 1972年） - 岡本編集長
  - おていちゃん（1978年）
- 軍兵衛目安箱 第9話「消えた侍」（1971年、NET / 東映） - 吉野源助
- 十手野郎捕物控（1971 - 1972年、TBS）
- 清水次郎長 第47話「すし食いねえ石松代参」（1972年、CX / 東映） - 身受山鎌太郎 ※竹脇無我版
- お祭り銀次捕物帳 第13話「御用太鼓が闇を裂く」（1972年、CX / 東映） - 坂出主税
- 木下恵介・人間の歌シリーズ / 白い夏（1972年、TBS / 木下恵介プロ）
- 地獄の辰捕物控 第1話「千羽鶴が泣いている」（1972年、NET / 東映） - 政次郎
- おこれ!男だ 第4話「行け!ドンキホーテ」（1973年、NTV / 松竹） - 守
- 非情のライセンス 第1シリーズ 第8話「兇悪の罠」（1973年、NET / 東映） - 渋沢刑事
- 科学捜査官（1973年 - 1974年、KTV / 松竹） - 円城寺次長（14話より部長）　※レギュラー
- 剣客商売 第15話「信濃の老虎」（1973年、CX / 東宝） - 佐倉勝蔵　※山形勲版
- 赤ひげ 第44話「祭り、夏草、走馬灯（1973年、NHK） - 竜次　※小林桂樹版
- サスペンスシリーズ / 同棲殺人・おとし穴（1973年、MBS / 松竹）
- 残像（1973年、TBS）
- 花の森台地（1974年、YTV）
- 花王 愛の劇場（TBS）
  - 母の鈴（1974年）
  - 別れて生きる時も 第15、16、18 - 24、26、28 - 30、34話（1978年）
  - 母子草（1979年、TBS）
  - わが子よIV（1984年） - 野間
  - 三どしま（1987年）
- 編笠十兵衛 第11話「脱落」（1974年、CX / 東映） - 高田郡兵衛
- 銀河テレビ小説 / ドラマでつづる昭和シリーズ（1）「風雨強かるべし」（1975年、NHK） - 八代
- 破れ傘刀舟 悪人狩り（NET / 三船プロ）
  - 第32話「旗本雷馬族」（1975年） - 河合澄人
  - 第99話「黄金の腕」（1976年） - 栄次郎
- けんか安兵衛 第7話「縄張」（1975年、KTV） - 浦波の弥五郎
- 賞金稼ぎ 第8話「紅いデッドライン」（1975年、NET / 東映） - 清治
- 鬼平犯科帳 第16話「盗賊婚礼」（1975年、NET / 東宝） - 一文字の弥太郎　※丹波哲郎版
- Gメン'75（TBS / 東映）
  - 第13話「バスストップ」（1975年） - 鷲見シュウイチ
  - 第34話「警視庁の中のスパイ」（1976年） - 矢野警部補
  - 第42話「殺人の条件」（1976年） - 北川明
  - 第75話「刑事を捨てた刑事」（1976年） - 滝口真吾（中原署刑事）
  - 第105話「香港 - マカオ警官ギャング」（1977年） - 折口刑事
  - 第273話「怪談・死霊の棲む家」（1980年） - 片桐巡査部長
  - 第276話「夜囁く女の骸骨」（1980年） - 片桐巡査部長
- ライオン奥様劇場 / 紀子・その愛（1976年、CX / C.A.L）
- 大江戸捜査網（12ch / 三船プロ）
  - 第246話「必殺! 捨身の勝負」（1976年） - 島崎要之進
  - 第320話「浮世絵女の秘めた謎」（1977年） - 宮川春重
- 人魚亭異聞 無法街の素浪人 第21話「恐怖の狙撃銃」（1976年、NET / 三船プロ） - 京極伸之介
- 必殺シリーズ（ABC / 松竹）
  - 必殺からくり人・血風編 第5話「死へ走る兄弟の紅い情念」（1976年） - 佐久洋三
  - 必殺仕事人
    - 第13話「矢で狙う標的は仕事人か?」（1979年） - 山鹿の才蔵
    - 第33話「炎技 半鐘撲り」（1980年） - 吉之助
    - 第63話「誘い技 死霊からくり岩山落し」（1980年） - 末吉
- 江戸の旋風（CX / 東宝）
  - 江戸の旋風III 第4話「捕物の神様」（1977年） - 糸吉（けむりの五郎）
  - 江戸の旋風IV 第14話「男の涙・激怒編」（1979年） - 鉄心
- 破れ奉行（1977年、ANB / 中村プロ）
  - 第5話「暗黒街の紅い花」 - 丸岡
  - 第36話「待伏せ!老中暗殺」 - 秋月弥平太
- 人形佐七捕物帳 第22話「お粂が仕掛けた罠」（1977年、ANB / 東映） - 目明かし源八　※松方弘樹版
- おせん（1977 - 1978年、TBS）
- ご存知 女ねずみ小僧 第29話「ねずみ蒸発」（1977年、CX） - 同心
- ポーラテレビ小説 / 夫婦ようそろ（1978年、TBS） - 小栗忠順
- 暴れん坊将軍シリーズ（ANB / 東映）
  - 吉宗評判記 暴れん坊将軍
    - 第18話「江戸一番の乱れ打ち」（1978年） - 万作
    - 第71話「日本一の名づけ親」（1979年） - 長次
    - 第97話「おっ母ぁなんか要らねえや!」（1980年） - 瀬戸源三郎
    - 第138話「箱根小しぐれ、なさけ雨」（1980年） - 郡弥左衛門

  - 暴れん坊将軍II
    - 第31話「次郎吉 涙の恋泥棒!」（1983年） - 大村玄斉
    - 第130話「鬼を背負った押し掛け亭主!」（1985年） - 神崎平四郎

  - 暴れん坊将軍VI 第48話「人斬り子守唄」（1995年） - 時次郎
  - 暴れん坊将軍IX 第34話「女お庭番の涙!怪盗夜がらすの正体は?」（1999年） - 間垣帯刀
- 追いつめる（1978年、CX） - 青谷
- 大空港 第3話「かもめが飛び立つ日に」（1978年、CX / 松竹）
- 日立スペシャル / 獅子のごとく（1978年、TBS / テレビマンユニオン） - 小金井良精
- 土曜ワイド劇場（ANB）
  - 刑事・湿原に幻の鶴を見た（1978年）
  - 幽霊シリーズ 第5作「迷探偵コンビ潜入せよ! 幽霊学園祭」（1981年）
  - 松本清張の風の息（1982年）
  - 殺人日記「夫を妹に奪られた!妻が仕組んだ完全犯罪」（1982年）
  - 家政婦は見た! 第4作「華やかなエリート家族の乱れた秘密・名門女子大がゆれる」（1986年） - 木崎実彦
  - 西村京太郎トラベルミステリー
    - 第9作「寝台急行"銀河"殺人事件 東京 - 大阪A寝台車に殺意が走る!京都嵯峨野の女」（1986年） - 星野貞祐
    - 第16作「寝台特急八分停車 東京 - 京都-出雲 殺人予告列車が走る」（1989年） - 鳥羽信介院長

  - 鬼怒川渓谷湯けむり殺人行「女教師があばいた“声”の殺人トリック」（1989年）
  - 時効を待つ女「九州阿蘇山火口、運命のめぐり逢い」（1989年）
  - 国境の女「バシー海峡連続殺人事件 台湾 - 東京 - 飯坂温泉、亡夫の足跡をたどるといつも女の影」（1991年）
  - 京都-飛鳥路の旅殺人事件「婚約旅行で恋人が消えた!華やかな女を誘う誘惑の罠」（1992年） - 大西夏彦
  - 捜査検事 右近誠の殺人調書 第1作（2000年） - 谷本憲二
  - 森村誠一の棟居刑事 第5作「棟居刑事の黙示録」（2000年） - 鵜飼輝久
  - 牟田刑事官VS終着駅の牛尾刑事そして事件記者冴子 第4作「超高層ホテル殺人!森村誠一のマリッジ」（2004年） - 宇賀神信一郎
  - 森村誠一の密閉山脈「殺された婚約者、雪山に氷点下30℃の遠隔トリック」（2005年）
  - 花嫁のさけび 美貌の不倫妻、密室の死の謎（2008年）
- 太陽にほえろ!（NTV / 東宝）
  - 第345話「告発」（1979年） - 鳥飼幸夫
  - 第401話「紙飛行機」（1980年） - 土田一弘
  - 第683話「獲物は狩人を誘う」（1986年） - 守山雄一郎
- 不毛地帯（1979年、MBS） - 田原秀雄
- 金曜ドラマ / 沿線地図（1979年、TBS）
- 半七捕物帳 第23話「むらさき鯉」（1979年、ANB / 歌舞伎座テレビ）　※尾上菊五郎版
- 新・座頭市 第3シリーズ 第19話「静かなくらし」（1979年）
- 日曜恐怖シリーズ 第11話「誰かが見ている」（1979年、KTV / 大映映画）
- 長七郎天下ご免!（ANB / 東映）
  - 第1話「日本晴大江戸囃子」（1979年） - 青山辰之進
  - 第50話「殉死!悲しき武士道」（1980年） - 村田
- NHK水曜時代劇 / 御宿かわせみ 第1話「水郷から来た女」（1980年、NHK） - 河内屋吉兵衛　※真野響子版
- 柳生あばれ旅 第5話「狼塾に美女がいた -沼津-」（1980年、ANB / 東映） - 柿沢周平
- TBS長編大作ドラマ 「廣野のアリア」（1980年、TBS / テレビマンユニオン）
- 傑作推理劇場
  - 妻の証言（1980年、ANB）
  - 山村正夫のお迎え火（1981年、ABC / 松竹）
- 加山雄三のブラック・ジャック 第13話「終電車」（1981年、ANB / 松竹） - 建築技師
- 木曜ゴールデンドラマ（YTV）
  - 支笏湖殺人事件（1981年）
  - 父と娘の悲しい終着駅 愛しきわが娘よ、母の胸に眠れ（1982年）
- ドラマ人間模様 / 海辺のマリア（1981年、NHK大阪）
- はまなすの花が咲いたら（1981 -1982年、TBS / テレパック） - 竹林守平
- ザ・サスペンス / 入試問題殺人事件（1982年、TBS）
- 源九郎旅日記 葵の暴れん坊 第9話「ちゃんが命のざんげ金」（1982年、ANB / 東映） - 島蔵
- 花王名人劇場 / スペシャルドラマ「泣かないで母さん」（1982年、KTV）
- ながらえば（1982年、NHK名古屋） - 岡崎理一
- ふぞろいの林檎たち 第1シリーズ 第3 - 6、8、9話（1983年、TBS） - 土屋部長
- 鬼が来た 棟方志功伝（1983年、ANB）
- 青が散る（1983 - 1984年、TBS） - 木塚
- 時代劇スペシャル（CX）
  - 岡っ引どぶ 第6作「折鶴殺人事件」（1983年、俳優座映画放送 / 映像京都） - 天王寺左膳　※田中邦衛版
  - 人形佐七捕物帳 死を呼ぶ猫は金の爪（1984年、俳優座映画放送 / 映像京都） - 神崎甚五郎
  - 暗殺者の神話（1984年、俳優座映画放送 / 映像京都） - 徳川吉宗
- 月曜ワイド劇場
  - 想い出のグリーングラス（1984年、ANB / 東映）
  - 美貌のメス 女外科医が見た大病院の疑惑!少女は実験台にされて死んだ!?（1985年、ANB / C.A.L）
- 暴れ九庵 第17話「夢路をたどる二人三脚」（1985年、KTV / 東宝） - 市兵ヱ
- 刑事物語'85 第11話「身ごもった死体」（1985年、NTV / ユニオン映画）
- 影の軍団IV（1985年、KTV / 東映） - 高野長英
  - 第19話「凄い女がやって来た」
  - 第20話「悪女の首が笑う」
- 特捜最前線 第431話「単身赴任・妻たちの犯罪パーティー!」（1985年、ANB / 東映）
- ノンフィクション・ドラマスペシャル「美貌なれ昭和」（1985年、ANN）
- 長七郎江戸日記（NTV / ユニオン映画）
  - 第1シリーズ 第86話「はばたけ父子鷹」（1986年） - 川辺左内
  - 第2シリーズ
    - 第19話「妻こそ我が命」（1988年） - 大和田左内
    - 第52話「闇を斬る女医者」（1989年） - 伊藤勇作
- 12時間超ワイドドラマ（TX）
  - 風雲江戸城 怒涛の将軍徳川家光（1987年、東映） - 幡随院長兵衛
  - 徳川武芸帳 柳生三代の剣（1993年、松竹） - 伊勢貞昌
- 愛伝説（1987年、THK）
- ジャングル 第19話「傷痕」（1987年、NTV / 東宝）
- 三匹が斬る!（ANB / 東映）
  - 三匹が斬る! 第10話「湯の里は、地鳴り剣鳴り腹も鳴る」（1987年）
  - 続・三匹が斬る! 第7話「黒髪の尼に乞われて用心棒」（1989年）
  - 続続・三匹が斬る! 第2話「若君とチンと松茸、草の根分け探し出せ」（1990年） - 大西又兵衛
- ベイシティ刑事 第13話「殺し屋たちの危険な大運動会」（1988年、ANB / 東映） - 神崎査問官
- 太陽の犬 第8話「富士に舞う正義の炎・生あるものの運命・リョウよ!また逢う日まで!」（1988年、NTV） - 土屋
- はぐれ刑事純情派（ANB / 東映）
  - 第1シリーズ 第21話「悪女に魅せられた男」（1988年）
  - 第3シリーズ 第1話「西オーストラリアに暗躍する謎の女 危うし!安浦刑事一家」（1990年） - 荒木田一政
- とんぼ 第1、2、6 - 8話（1988年、TBS） - 八田昇
- 会いたくて 第4話（1989年、NTV） - 勝部信弘
- 八百八町夢日記（NTV / ユニオン映画）
  - 第1シリーズ
    - 第1話「夢を追って」（1989年） - 桐山将監　※スペシャル
    - 第33話「次郎吉に惚れた男」（1990年） - 河原政孝

  - 第2シリーズ 第28話「見破られた次郎吉」（1992年） - 卯之吉
- 島田太郎氏の災難（1989年、NHK） - 田中義雄
- ママはライバル！母娘刑事（1989年、TBS / 泉放送制作)
- 年末時代劇スペシャル（NTV / ユニオン映画）
  - 奇兵隊 （1989年） - 板倉勝清
  - 勝海舟 （1990年） - 阿部正弘
  - 風林火山 （1992年） - ナレーター
- 新春時代劇スペシャル / 新吾十番勝負 江戸城（秘）大奥の陰謀!（1990年、ANB / 東映） - 酒井讃岐守
- 荒木又右衛門 決戦・鍵屋の辻（1990年、NHK） - 兼松又四郎
- 火曜ミステリー劇場 / 魔の三角形殺人事件（1990年、ABC） - 剣崎信彦
- 月曜ドラマスペシャル→月曜ゴールデン（TBS）
  - ホテル開業（1990年）
  - フジヤマのトビウオ 古橋広之進物語（1992年）
  - 人それを情死と呼ぶ「夫が謎の美女と心中!裏切られた結婚生活?」（1996年）
  - 外科医・織部英介 第2作「延命手術を拒む末期ガンの恩師」（1996年）
  - 退職刑事の事件帳 第6作「阿寒・釧路湿原追跡旅行 死んでたまるか!」（1997年） - 重本
  - 特捜弁護士・橘竜太郎 -雪冤の旅-（2013年） - 湯川忠助
  - 森村誠一サスペンス 魔性の群像 刑事・森崎慎平 第2作（2014年） - 大和田信三
- 火曜サスペンス劇場（NTV）
  - 隠し絵の女（1990年）
  - 追跡 第3作「ふたつの生活、ふたつの愛」（1998年） - 山下広明
- 忠臣蔵（1990年、TBS） - 井上団右衛門
- 寛永風雲録（1991年、NTV / ユニオン映画） - 関口隼人正
- 七人の女弁護士 第1シリーズ 第3話「古都金沢・加賀友禅殺人事件 罠に落ちた人妻」（1991年、ANB）
- 男と女のミステリー→金曜ドラマシアター→金曜エンタテイメント→金曜プレステージ（CX）
  - 特別企画・時代劇スペシャル / 残月の決闘「無法な果たし合いに挑む男の決断!!」（1991年、松竹）
  - 女優夏木みどりシリーズ 第4作「悪女伝説殺人事件」（1992年、ジャパンPRODUCE）
  - 京都花の艶殺人事件（1993年、東映） - 大沢
  - お局探偵亜木子&みどりの旅情事件帳 第4作（2001年） - 中平敬二郎
  - 悪い奴ほどよく眠る（2010年） - 岩渕憲　※黒澤明生誕百年企画
- あばれ八州御用旅 第2シリーズ 第3話「五六八なみだ旅」（1991年、TX / ユニオン映画） - 神崎主膳
- 銭形平次（CX / 東映） ※北大路欣也版
  - 第1シリーズ 第14話「盗まれた仏像」（1991年） - 杉田屋
  - 第5シリーズ 第8話「暗黒街の女」（1995年） - 山城屋
- 鬼平犯科帳（CX / 松竹）　※中村吉右衛門版
  - 第3シリーズ 第11話「夜鷹殺し」（1992年） - 川田長兵衛
  - 第7シリーズ 第13話「二人女房」（1997年） - 彦島の仙右衛門
- 闇を斬る!大江戸犯科帳 第9話「闇奉行に罠をかけろ!」（1993年、NTV / ユニオン映画） - 疾風の万七
- 荒木又右衛門 男たちの修羅（1994年、TX） - 安藤治右衛門　※テレビ東京開局30年・劇団俳優座創立50周年記念ドラマ
- サントリーミステリースペシャル / 緋の風 スカーレット・ウィンド「鮮血のバスタブ殺人!」（1994年、ABC / 東映）
- 新春時代劇スペシャル / 女ねずみ小僧「狙われたからくり城・史上最悪のダイハード」（1995年、CX / C.A.L）　※大地真央版
- 姫将軍大あばれ 第7話「伊賀のくノ一の絶唱」（1995年、TX） - 名張の久蔵
- あばれ医者嵐山 第6話「神かくし」（1995年、TX / ユニオン映画） - 蜂屋七郎兵衛
- 若葉のころ（1996年、TBS） - 滝本主任
- おいしい関係（1996年、CX） - 緑川征吾
- 天晴れ夜十郎 第23話「男が命を賭けるとき」（1997年、NHK） - 水戸家の江戸家老
- 御家人斬九郎 第3シリーズ 第3話「姉上」（1997年、CX / 映像京都） - 高木久太夫
- 土曜ドラマ / 日だまり刑事 容疑者リオの涙（1997年、NHK）
- 校長がかわれば学校が変わる!（1）（1997年、TBS / 松竹）
- 女と愛とミステリー→水曜ミステリー9（TX）
  - 山村美紗サスペンス 殺意の果てに 飛騨高山夫人絞殺事件（2001年） - 竹中
  - 森村誠一サスペンス 刑事の証明 第2作「大都会の死角」（2012年） - 七条孝文
  - 森村誠一サスペンス 刑事の証明 第8作（2014年） - 戸上典保
- 蜜蜂の休暇 第4話（2001年、NHK） - 嶋崎
- 愛しき者へ（2003年、CX） - 重原騏一郎会長
- 北朝鮮拉致・めぐみ、お母さんがきっと助けてあげる（2003年、TX） - 小島晴則
- 金曜時代劇 / 密命 寒月霞斬り 第1話「かなくぎ惣三見参!」（2008年、TX） - 柳沢吉保
- 大岡越前スペシャル（2017年、NHK-BSプレミアム）

### 吹き替え
- 宇宙船XL-5（1963年、CX） - スティーヴ・ゾディアック大佐[2]（初代）
- 仁義（1970年、東和） - コレー（アラン・ドロン）
- 大草原の小さな家 第20話（1975年、NHK） - ジョー（アート・ランド）
- まごころを君に（1977年、NET） - チャーリー・ゴードン（クリフ・ロバートソン）
- シャーロックホームズの冒険 マザランの宝石（1994年、NHK） - ネルグレット・シルビアス伯爵（ジョン・フィンチ）

### ラジオドラマ
- NHK-FMシアター
  - 「トムは真夜中の庭で」（1990年）

### 舞台
- アドルフに告ぐ（1994年） - 峠草平

## 演出
- リビエールの夏の祭り
- 沈黙亭のあかり
- カラマーゾフの兄弟
- 心細い日のサングラス